# Pleix
Pleix est un collectif d'artistes formé en 2001 à Paris, créant des vidéos et des installations. 

## Travaux
Les œuvres du collectif Pleix sont exposées sur le site Pleix.net, mais aussi diffusées dans des centres d'arts, notamment : le Centre Pompidou, la Ferme du Buisson, le Grand Palais, ICA (Londres), Tokyo Museum of Photography,  la Gaîté lyrique 
Paris,…), et des festivals (Onedotzero, Resfest, Nemo, Festival international du court métrage de Clermont-Ferrand, etc. ).
Depuis 2003, et l'intérêt soulevé au Festival de Pub de Cannes par leur vidéo Itsu, présenté par Saatchi & Saatchi, ce collectif d'artistes finance ses recherches par la réalisation de publicité. Ses créations artistiques, mêlant graphisme, photographie, 2D, 3D, musique, sont quelquefois mises à profit de façon plus ponctuelles, pour des clips musicaux, des concerts (par exemple de Discodeine), ou des manifestations culturelles. Ainsi, en 2012, le Musée du quai Branly utilise, au sein d'une de ses expositions, Les Séductions du Palais, consacrée à la cuisine chinoise, une installation vidéo conçue par le collectif,.

## Expositions
- Paradise Pleix, MU (Eindhoven), 2013[11].
- TOCA ME design conference (Munich), 2013.
- Biennale Internationale du Design (Saint-Etienne), 2013.
- "2062", La Gaîté Lyrique (Paris), 2012[4],[5]
- Pictoplasma (Berlin), 2012.
- "Les séductions du Palais", Musée du Quai Branly, (Paris), 2012[12],[10].
- Galerie Duplex (France), 2008[13].
- Caixa Forum Barcelona & Palma de Mallorca (Espagne), 2008.
- Cazuidas (Amsterdam), 2008.
- Nuit Blanche (Paris), 2007[14].
- “La Force de l’Art”, Grand Palais Paris (exposition collective), 2006.
- NEMO festival (Paris), 2006[15].
- “La volupté numérique” au Palais des Beaux Arts de Lille, 2006[2].
- "D-Day le design aujourd'hui", Centre Georges Pompidou, (Paris), 2005[2]
- Pleix exhibition in "Le Cube", Multi Media Center, Issy-les-Moulineaux (France), 2005.
- "World without end", Centre for the Moving Image (Australia), 2005.
- Pleix workshop, Guggenheim, (Bilbao), 2005.
- Modern Art Museum of San Francisco 2005
- Tokyo Metropolitan Museum of Photography 2005
- European House of photography, (Paris).2005
- Pleix exhibition, La Ferme du Buisson,  Noisiel, (France), 2004[3]
- AMODA, Digital Art Museum, Austin, (TX), 2003.
- ITAU cultural center, (Sao Paulo), 2003.

## Prix
- Australian Writers and Art Directors Association: Best Digital Visual Effects, Bronze for Toyota "Gauntlet". 2012
- D&AD Awards: Gold winner for Amnesty International “death penalty”. 2011
- Stuttgart International Festival of Animated Film 2011 : 1rst prize of animated award[16]
- ADC Germany: Gold and silver winner for Amnesty International “death penalty”. 2011
- Club des Directeurs Artistiques : 1st price, Film/ Television for Amnesty International “death penalty”. 2011
- Creative Review: Best in Book 2011 for Amnesty International “death penalty”. 2011
- Imagina Awards: Grand Prix for Amnesty International “death penalty”. 2011
- Eurobest: Grand Prix in Film Craft & Silver winner TV for Amnesty International “death penalty”. 2011
- Anima 2011 Best Advertising Award for Amnesty International “death penalty”
- Eurobest : Silver winner for Duracell “bunny fusion”. 2010
- Cristal Festival : Cristal winner for Duracell “bunny fusion”. 2010
- Clio Awards : Shortlisted for Duracell “bunny fusion”. 2010
- Cannes Lions : Bronze Winner for Amnesty International “death penalty”. 2010
- London International Awards : Silver Winner for Amnesty International “death penalty”. 2010
- Epica Awards : Silver Winner for Amnesty International “death penalty”. 2010
- Onedotzero : Offical selection for Piu. 2010
- Sélection Labo au Festival international du court métrage de Clermont-Ferrand 2007 : prix du public pour Birds (Volatiles)[17]
- Club des Directeurs Artistiques : 1st price, best music video for Birds. 2006
- Les vidéos Beauty Kit et E-baby remportent l’Excellence Prize dans la catégorie Art au ACA Media Arts Festival de Tokyo. 2006
- Sélection Labo au Festival international du court métrage de Clermont-Ferrand 2005 : premier prix pour Sometimes [18]
- Exposition des travaux ayant remporté des prix du 27 février - au 7 mars au Tokyo Metropolitan Museum of Photography. 2004
- ACA Media Arts Festival Tokyo : Excellence prize for E-baby . 2004
- la vidéo E-Baby remporte le Levi's price au Festival Mecal de Madrid. 2004
- ACA Media Arts Festival Tokyo : Excellence price for Beauty Kit. 2003

### Sources bibliographiques
Classement par date de parution.
- Marie Lechner, « Pleix glace », Libération,‎ 20 février 2004 (lire en ligne).
- (en) Coleen Becker, « Pleix », NYArts,‎ 20 février 2006 (lire en ligne).
- Rédaction d'Arte, « Clip - Vitalic », Arte,‎ 13 avril 2006 (lire en ligne).
- Didier Péron, « Courts bouillants à Clermont », Libération,‎ 31 janvier 2007 (lire en ligne).
- Astrid Girardeau, « Le site du jour : Le collectif Pleix », Libération,‎ 26 février 2007 (lire en ligne).
- Mathieu Durand, « Nuit Blanche 2007 », Les Inrocks,‎ 3 octobre 2007 (lire en ligne).
- Astrid Girardeau (oct.), « Zoom : Le web en pliage », Libération,‎ 31 octobre 2007 (lire en ligne).
- Xavier de Jarcy, « “2062” à la Gaité lyrique, bienvenue dans le futur », Télérama,‎ 22 février 2012 (lire en ligne).
- Bruno Icher, « «2062», amusant et austère », Libération,‎ 26 février 2012 (lire en ligne).
- Geneviève Pardo, « Les séductions du palais s'exposent au quai Branly », Le Nouvel Observateur,‎ 20 juin 2012 (lire en ligne).
- Stéphanie Binet, « La Chine vue des cuisines », Le Monde,‎ 20 juin 2012 (lire en ligne).
- (nl) Monique van de Wijdeven, « MU smeedt plan voor een omgekeerde wereld », Deadline,‎ 19 janvier 2013 (lire en ligne).
- Fabrice Bonniot, « Pleix, le sens des pixels », Culture Mobile,‎ 7 novembre 2013 (lire en ligne).
- Carole Boinet, « Pilooski de Discodeine: « Les défilés c’est le spectacle ultime » », Les Inrocks,‎ 8 novembre 2013 (lire en ligne).

### Sources sur le web
- Notices d'autorité :   - VIAF
  - ISNI
  - BnF (données)
  - GND